# 중국 텔레비전 공사

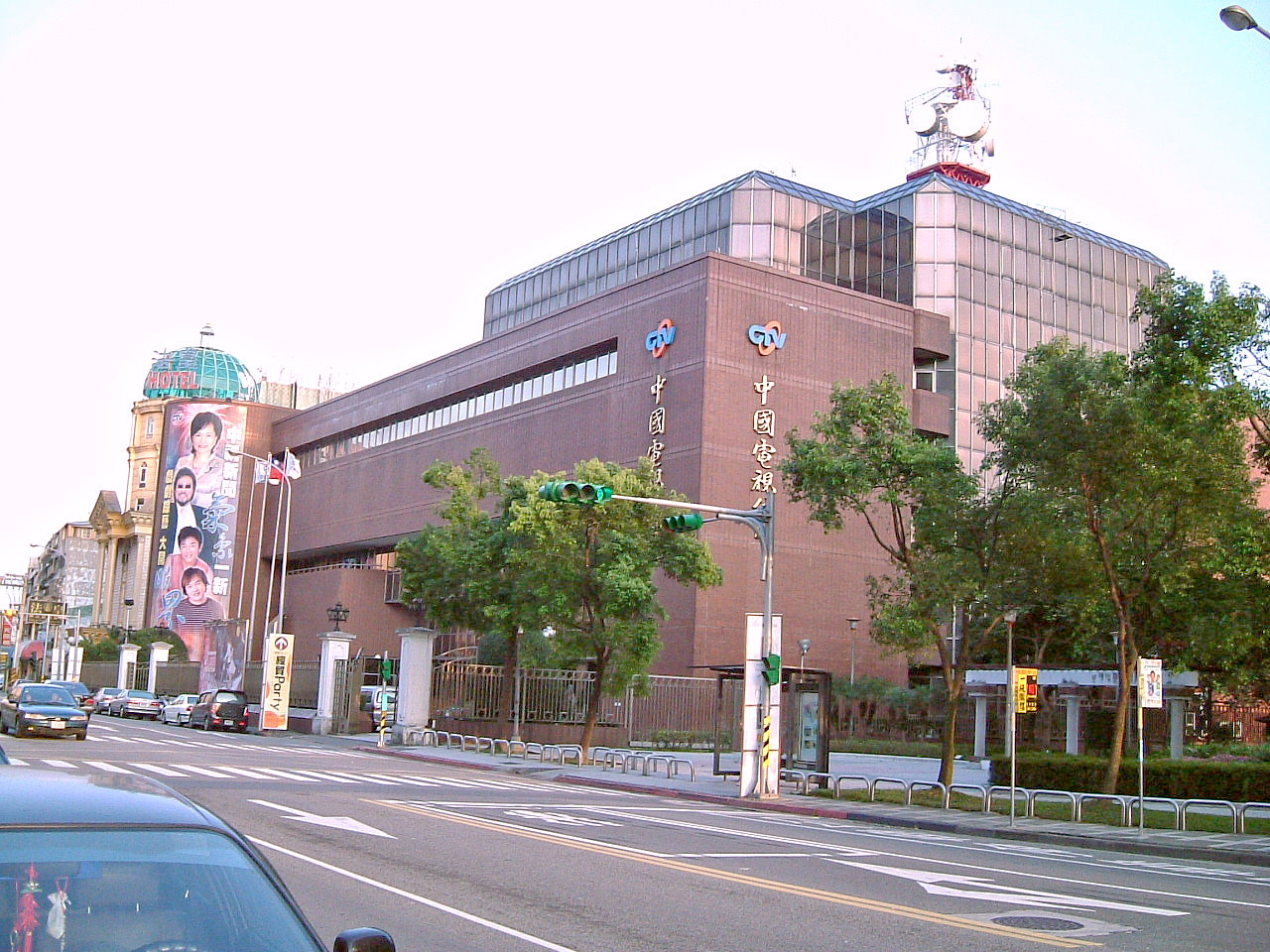
CTV 중국 텔레비전 공사 본사

중국 텔레비전 공사(중국어: 中國電視公司(中視), 영어: China Television Company, Ltd.(CTV), 대만: 9928)는 중화민국의 텔레비전 방송국이다. 정식 명칭은 중국 전시 사업 주식회사中國電視事業股份有限公司이다. 약칭은 중시(中視)이다. 1969년 10월 31일에 정식 방송을 시작하였다. 2005년에 중국시보가 인수했다.
역사가 비교적 오래된 대만전시공사와 중화전시공사와 함께 노삼대(老三台)라고 부른다.

## 역사
- 1968년 9월 3일 : 장제스의 지시에 따라 방송사 설립.
- 1969년 10월 9일 : 시험 송출 시작
- 1969년 10월 31일 : 정식 송출을 시작. (타이완텔레비전공사에 이어 2번째로 개국)
- 1970년대 초반 : 재정난으로 인해 중국 국민당이 인수하여 국민당의 당영(黨營)방송이 됨.
- 1986년 : 현재의 난강 구 사옥으로 이전.
- 1999년 8월 9일 : 중화민국의 언론사 최초로 상장 기업이 됨.
- 2005년 12월 24일 : 중화민국의 신문사인 중국시보가 CTV를 인수하여 민영 방송으로 전환.

## 채널 일람
- CTV 메인 채널 : (CTV Main Channel, 中視數位台)
- CTV 뉴스 채널 : (CTV News Channel, 中視新聞台)：2004년 6월 21일 시험 송출, 2004년 7월 1일 개국.
- CTV 클래식 채널 : (CTV Classic, 中視綜藝台)：2004년 6월 1일 개국，개국 당시 이름 CTV Life(中視生活台)，2007년 4월 22일에 현재 이름으로 변경.
- CTV 브라보 채널 : (CTV Bravo, 舊 CTV HD)：2012년 7월 21일 시험 방송, 2012년 7월 28일에 정식 개국.

## 제휴 방송국
- 일본 : 닛폰 TV 방송망, TV 아사히
- 미국 : CBS
- 대한민국 : KBS, MBC, SBS
- 태국 : 채널 3

## 같이 보기
- 중화텔레비전공사(CTS, 華視)
- 타이완텔레비전공사(TTV, 台視)
- 민간전민텔레비전공사(FTV, 民視)
- 공공전시문화사업기금회(PTS, 公視)
- GTV(八大電視)